# Festung Euschels

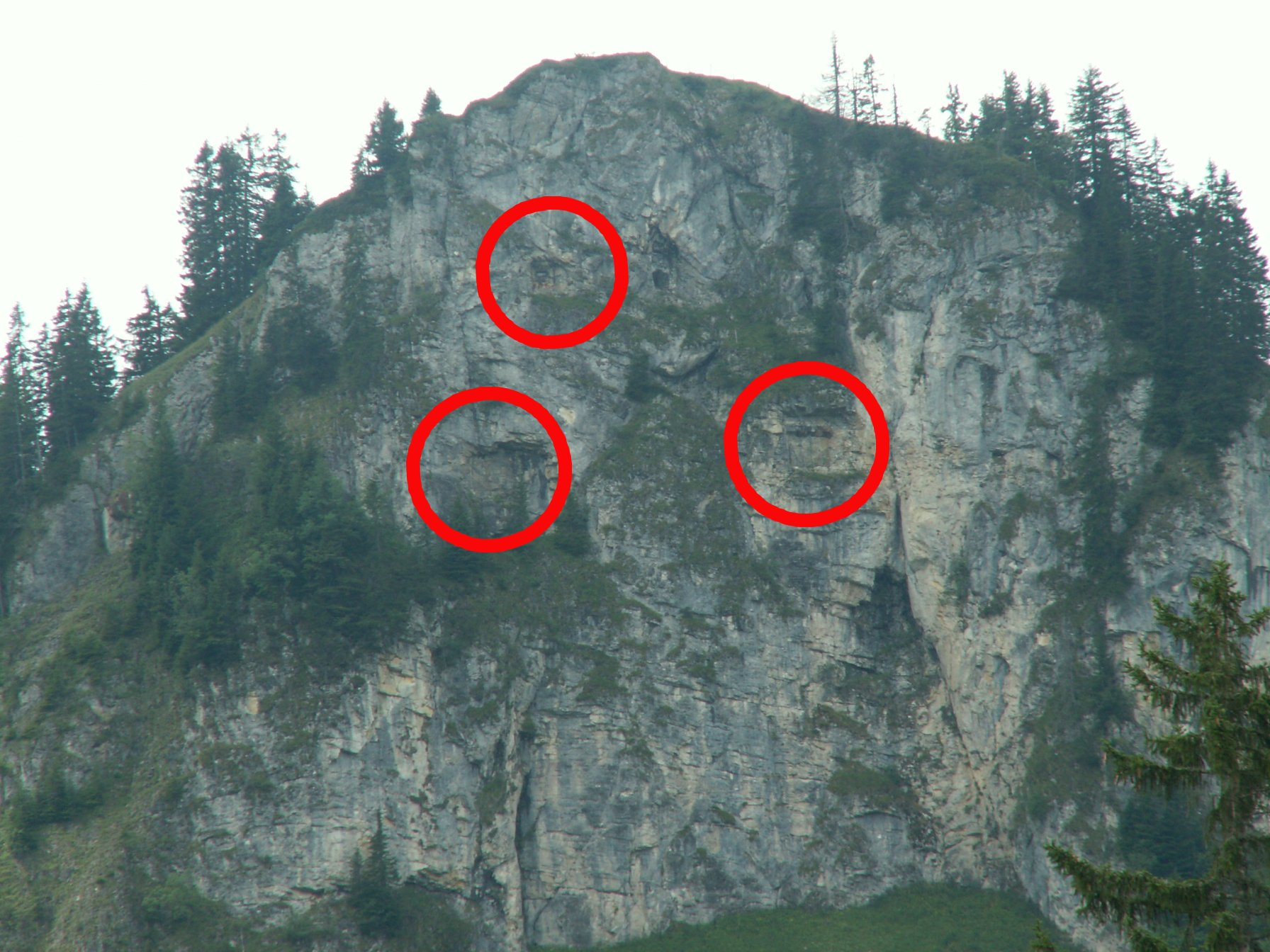
Hauptwerk Euschels mit 7,5-cm-Kanonen und Beobachtung

Die Festung Euschels A 1743 (Plannummer 3068 b2) war eine Befestigungsanlage an der Grenze des Schweizer Reduits am Südwestfuss der Kaiseregg. Die Sperrstelle Euschels auf dem Gebiet der Gemeinde Jaun gilt als militärisches Denkmal von regionaler Bedeutung.

## Geschichte
Am Südhang auf einem Vorsprung über der Engstelle von Kappelboden, an der Strasse zum Euschelspass, stehen die Ruinen der um 1250 gebauten und 1407 zerstörten Burg Bellegarde. Bellegarde ist der französische Namen von Jaun.
Die während des Zweiten Weltkriegs gebaute Festung im Raum der 1. Division bestand aus drei Werken, deren Besatzungen den Auftrag hatten, den Weg vom Schwarzsee in Richtung Jaun, den Euschelspass zu sperren.
Das Hauptwerk «Gaston 2b» war mit zwei 7,5-cm-Festungskanonen Fk und Maschinengewehren Mg ausgerüstet. Über dem Hauptwerk hat es eine betonierte Wassersammelstelle. Bei der Bergstation der Militärseilbahn war ein verbunkerter Kommandoposten «Gaston 1» integriert.
Zur Festung gehörten zwei Gegenwerke östlich («Gaston 2a») und westlich («Gaston 2c») des Hauptwerks mit je einer Tankbüchse Tk (oder Infanteriekanone) und ein Maschinengewehr Mg. Der Kommandoposten war mit leichten Maschinengewehren armiert Lmg.

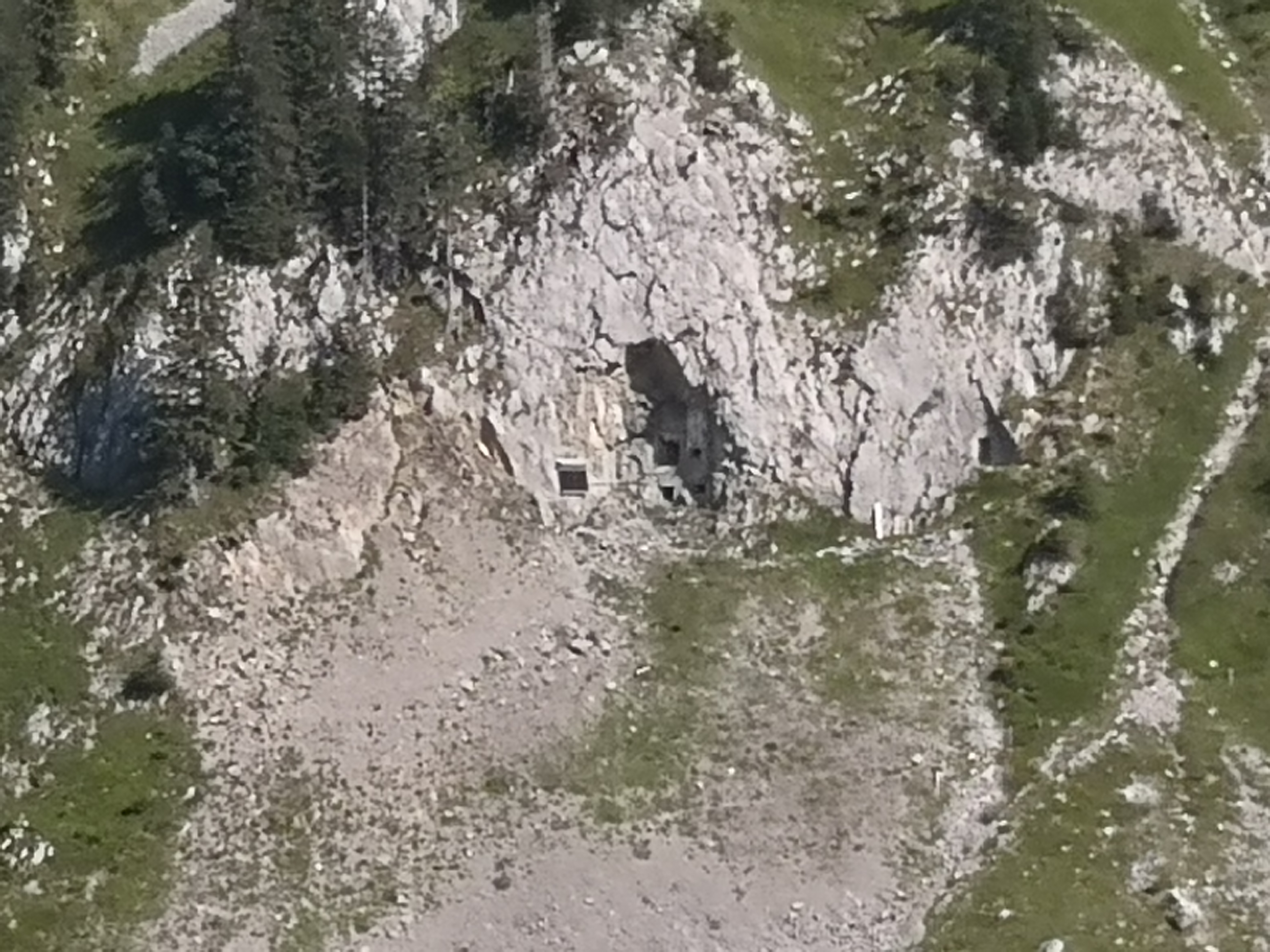
Infanteriewerk Euschels «Gaston 2a», flankierendes Werk Ost

Die Militärseilbahn SB 7 führte vom Dorf Jaun hinauf auf den Euschels. Die Kanonen der Festung wirkten in Richtung Schwarzsee–Plaffeien. Sie sollten die Sperre Zollhaus mit Artilleriefeuer unterstützen.
- Kommandoposten/Bergstation Seilbahn «Gaston 1»: drei Lmg A 1743 ⊙
- Infanteriewerk Euschels «Gaston 2a»:  zwei Lmg, zwei Mg, Tk, Minenwerfer Mw ⊙
- Artillerie- und Infanteriewerk Euschels «Gaston 2b»: vier Lmg, Mg, zwei 7,5-cm-Fk A 1743 ⊙
- Infanteriewerk Fochsenflue «Gaston 2c»: zwei Lmg, Mg, Tk, drei Lmg ⊙
- Militärseilbahn MSB 7 mit 3 Masten und Talstation ⊙ ⊙ ⊙ ⊙

## Sperrstellen Rippa und Zollhaus
- Felskaverne «Rene», Rippa, Schwarzsee: 2 Mg ⊙
- Infanteriebunker Zollhaus, Plaffeien: 1 Mg, 1 Inf-Kanone, Beobachter ⊙[5][6]

## Sperrstelle Schafberg-Kaiseregg
- Infanteriebunker Kaiseregg: 1 Mg ⊙
- Unterstandskaverne Schafberg ⊙[7]

## Sperrstelle Chänelpass
Die Sperrstelle mit den zwei Felsenwerken befindet sich auf der Alp Chänel FR nördlich des Chänelpasses, ein Übergang von Sangernboden/Hundsbühl nach Waldried/Oberwil im Simmental. Das Hauptwerk Weissefluh A 1734 hatte einen Unterkunftsbereich und war mit zwei 7.5-cm-Feldkanonen, einer 4.7-cm-Infanteriekanone, einem Mg 11 und einem Lmg 25 bewaffnet. Das Gegenwerk Mutti A 1733 war mit zwei 4.7-cm-Infanteriekanonen sowie je einem Mg 11 und Lmg 25 ausgerüstet. Die Waffen wurden von den Abschnittstruppen mitgebracht.
- Artillerie-/Infanteriewerk Mutti A 1733 ⊙
- Infanteriewerk Weissefluh A 1734 ⊙